# کوتئواسی
کوتئواسی (به اسپانیایی: Cotahuasi) یک شهرک در پرو است که در استان لا اونیون واقع شده‌است. کوتئواسی ۲٬۶۸۳ متر بالاتر از سطح دریا واقع شده‌است.